# Condado de Lincoln (Dakota do Sul)
O Condado de Lincoln (em inglês:  Lincoln County) é um dos 66 condados do estado americano da Dakota do Sul. A sede do condado é Cantone a maior cidade é Harrisburg
O condado possui uma área de 1 496 km², dos quais 1 495 km² estão cobertos por terra e 1 km² por água, uma população de 44 828 habitantes, e uma densidade populacional de 29,9 hab/km² (segundo o censo nacional de 2010). É o terceiro condado mais populoso da Dakota do Sul e o quarto condado que, em 10 anos, teve o maior crescimento populacional dos Estados Unidos, com um aumento de 85,8%.